# Propsteivorwerk

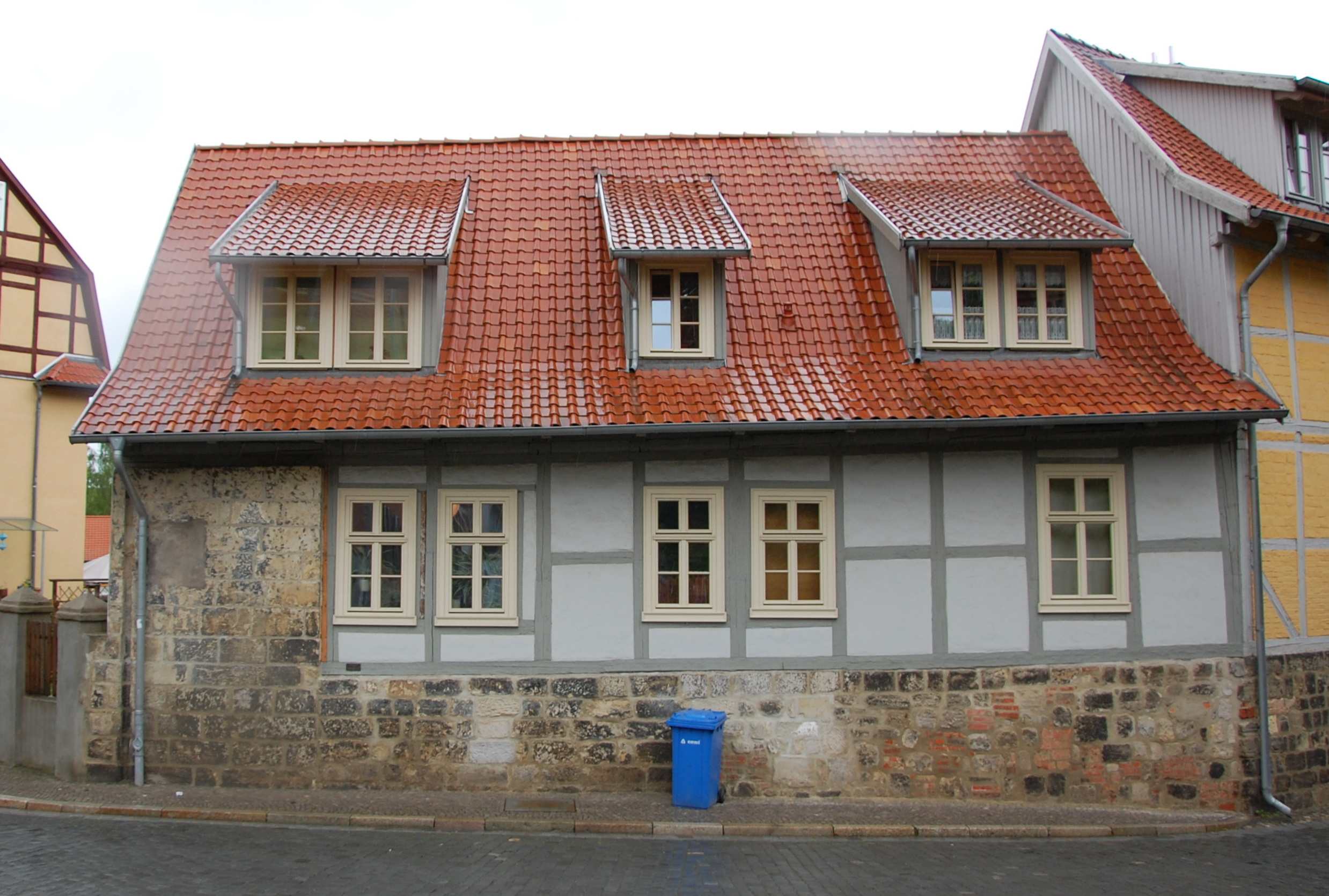
Propsteivorwerk

Das Propsteivorwerk ist ein denkmalgeschütztes Gebäude in Quedlinburg in Sachsen-Anhalt.

## Lage
Das im Quedlinburger Denkmalverzeichnis als Vorwerk eingetragene Gebäude befindet sich im östlichen Teil des Quedlinburger Stadtteils Westendorf, östlich unterhalb der Quedlinburger Stiftskirche.

## Architektur und Geschichte
Das zweigeschossige Wohnhaus des unregelmäßig geschnittenen Hofs wurde im Jahr 1680 in Fachwerkbauweise errichtet. Ursprünglich diente das Anwesen als Propsteivorwerk des Damenstifts. Südlich befand sich das Wassertor. Die Stockschwelle des Hauses ist mit einer barocken Fase versehen. Es handelt sich um das früheste Auftreten dieser Gestaltungsform in Quedlinburg.
Die ein- und zweigeschossigen Nebengebäude des Anwesens entstanden um 1880 auf einem Sockel aus Bruchsteinen und folgen in einem Bogen dem Verlauf der Straße. In Teilen ist eine als Grundstückseinfriedung dienende Mauer erhalten.